# Nicolás Sánchez
Pour les articles homonymes, voir Sánchez.
Ne doit pas être confondu avec Nicolás Sánchez-Albornoz.

a Compétitions nationales et continentales officielles uniquement.

b Matchs officiels uniquement.
Dernière mise à jour le 25 octobre 2023.
Federico Nicolás Sánchez, né le 26 octobre 1988 à San Miguel de Tucumán, est un joueur international argentin de rugby à XV évoluant au poste de demi d'ouverture.  
Ouvreur titulaire des Pumas qui prennent la quatrième place de la Coupe du monde 2015, il termine meilleur réalisateur de la compétition en ayant disputé six rencontres. Il est aussi le recordman absolu du nombre de points marqués avec l'équipe d'Argentine.  
Ayant fait partie des premiers joueurs rejoignant la nouvelle franchise argentine qui dispute le championnat Super Rugby entre 2016 et 2020, il effectue la plus grande partie de sa carrière en Top 14.

## Biographie
Évoluant avec les sélections de jeune de son pays, dont deux matchs lors du championnat du monde junior 2008 au pays de Galles, il obtient ses deux premières sélections avec les Pumas en mai 2010, d'abord face à l'Uruguay puis face au Chili où il inscrit son premier essai lors de sa première titularisation. Il évolue avec les Pampas XV lors de la saison 2010-2011. Ces derniers remportent la Vodacom Cup, compétition sud-africaine, en restant invaincue sur la saison et remportant la finale 14 à 9 face aux Blue Bulls. 
En juillet 2011, il signe avec le club de l'Union Bordeaux Bègles un contrat d'un an avec une année en option. Toutefois, retenu par Santiago Phelan dans la liste des trente joueurs qui disputent la coupe du monde, où il participe à une rencontre, face à la Roumanie, il joue son premier match en Top 14 en novembre, face à Agen. Il dispute également cinq rencontres de Challenge européen, inscrivant un essai face aux Italiens de Rovigo. Il se blesse en janvier lors d'un match de cette compétition face à Bayonne, grosse entorse de la cheville avec déchirure.
Il renoue avec la compétition avec les Pumas, disputant la première édition du Rugby Championship, où il est titulaire face aux Springboks à Mendoza, avant d'être remplaçant face aux Wallabies. Il est titularisé lors des trois matchs de novembre, face au pays de Galles, la France et l'Irlande, inscrivant respectivement 13, 17 et 12 points. Il dispute 13 rencontres de Top 14, inscrivant 53 points dont un essai, et trois matchs de Challenge européen, dix points marqués,.
Il est l'ouvreur titulaire lors des six rencontres des Pumas lors du Rugby Championship 2013, où il inscrit 35 points. Il est également titulaire lors des trois tests de novembre, face à l'Angleterre, le pays de Galles et l'Italie.
En décembre 2013, son président annonce que son contrat, qui se termine en juin, ne sera pas prolongé. Avec son club, il dispute huit matchs de Top 14 et trois matchs de  Challenge européen, dix points marqués,.
Après avoir entamé sa saison internationale avec les Pumas contre le Chili, puis subit trois défaites, deux face à l'Irlande et une face à l'Écosse, il dispute les six matchs du Rugby Championship. Sans club depuis son départ de Bordeaux-Bègles, il est appelé en septembre 2014 par le club français du Rugby club toulonnais qui annonce sa signature en tant que joker médical de Frédéric Michalak. Avant de rejoindre Toulon, il dispute la fin du Rugby Championship, disputant notamment la rencontre face aux Wallabies à Mendoza où les Pumas obtiennent leur première victoire dans cette compétition, Sánchez inscrivant 11 points. Il fait ses débuts dans son nouveau club face à Grenoble en novembre. Il retrouve ensuite les Pumas, disputant une semaine plus tard un test face à l'Écosse, défaite, puis remportant deux victoires, face à l'Italie et la France, inscrivant 15 points lors de cette dernière rencontre, deux pénalités et trois drops. Avec Toulon, il participe à quatre matchs de poule de coupe d'Europe, inscrivant un total de 19 points, dont un essai contre la province irlandaise de l'Ulster. Il quitte le club varois fin mars, alors qu'il est le joueur le plus utilisé,. Bien que sollicité par son club, il désire rentrer en Argentine pour préparer la prochaine saison internationale des Pumas.
Malgré le fait qu'il ne dispute pas les phases finale, il fait partie du groupe qui remporte la Coupe d'Europe en 2015.
Il participe aux deux premières rencontres du Rugby Championship, défaite en Nouvelle-Zélande face aux All Blacks où il inscrit huit points, puis en Argentine face aux Wallabies sur le score de 34 à 9, avec neuf points marqués par Sánchez. Non retenu lors du match suivant face aux Springboks, où les Pumas remportent le premier match de leur histoire face aux Sud-Africains, il est de retour en tant que titulaire face à ce même adversaire pour le dernier match avant la Coupe du monde.
Retenu dans le groupe des 31 joueurs par le sélectionneur argentin Daniel Hourcade, il est titulaire lors du premier match de son équipe dans le Mondial 2015, face aux All Blacks, où il inscrit 11 points lors de la défaite 26 à 16. Il inscrit ensuite respectivement 15 et 25 points lors des deux matchs de poule face à la Géorgie, où il inscrit le premier drop de la compétition puis les Tonga, avant d'être laissé au repos contre la Namibie. Lors du quart de finale face à Irlande, remporté 43 à 20, il inscrit 23 points, cinq pénalités et quatre transformations. 
Nicolás Sánchez marque ensuite tous les points de son équipe lors de la demi-finale perdue 15-29 face à l'Australie en passant cinq pénalités sur cinq tentatives (100%), puis réussit encore un drop, une pénalité et une transformation lors de la rencontre pour la troisième place contre l'Afrique du sud  qui l'emporte 24-13. Avec un total de quatre-vingt-dix-sept points en six rencontres (un essai, treize transformations, vingt pénalités et deux drops), il est le meilleur réalisateur de cette Coupe du monde.

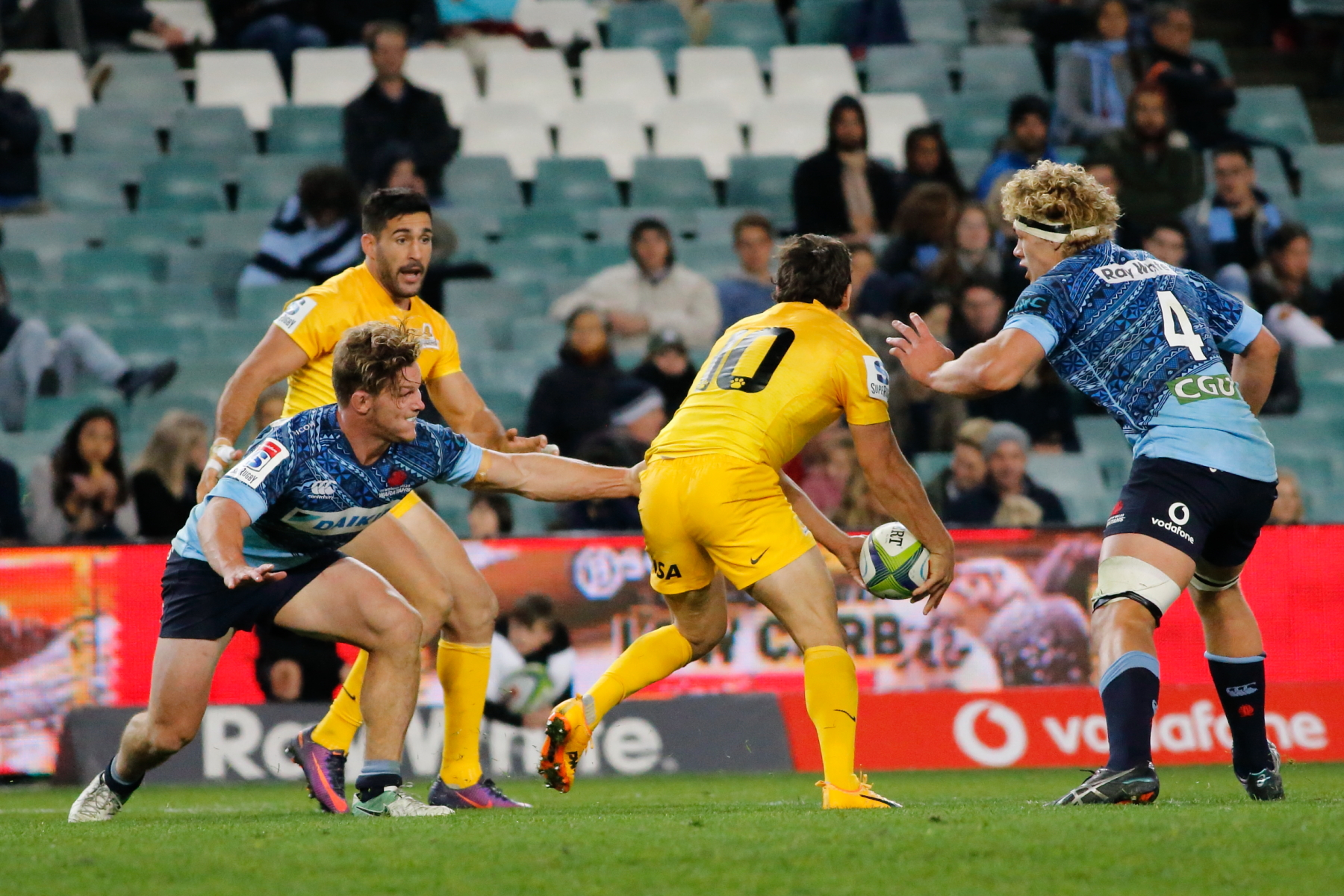
Nicolás Sánchez avec les Jaguares.

Après la Coupe du monde, Nicolás Sánchez rejoint, comme de nombreux Pumas, la franchise argentine des Jaguares intégrée au Super Rugby à partir de 2016. Comme cela se fait en Nouvelle-Zélande ou en Australie, les joueurs sont dès lors salariés par leur Fédération nationale, et ne peuvent plus jouer en équipe nationale s'ils n'évoluent pas dans une franchise de leur pays. En juillet 2018, alors âgé de 29 ans l'ouvreur met fin à sa carrière internationale et signe au Stade français Paris après avoir été approché par plusieurs clubs européens.
Le 14 novembre 2020, de retour en sélection nationale, il joue un rôle clef dans la première victoire de l'Argentine contre la Nouvelle-Zélande (25-15) à l'occasion de l'édition 2020 du tournoi Tri Nations. Il marque l'intégralité des 25 points de son équipe (1 essai, 1 transformation et 6 pénalités).
Alors qu'il débute le début de saison 2022-2023 sous contrat avec le Stade français, il quitte ce dernier en novembre 2023 et s'engage avec le CA Brive avec effet immédiat en tant que joueur supplémentaire pour le reste de la saison. À la fin de la saison, le CA Brive termine dernier du Top 14 et est relégué en Pro D2, de ce fait il n'est alors pas conservé par le club corrézien et se retrouve donc sans club.
Durant l'été suivant, il est retenu avec l'Argentine pour participer au Rugby Championship 2023, ainsi qu'à la préparation de la Coupe du monde. En août, il fait partir de la liste finale des joueurs convoqués pour jouer la compétition. Pendant la Coupe du monde, il connaît sa centième cape internationale, devenant le deuxième argentin à connaître cet honneur après Agustín Creevy.

## Statistiques en équipe nationale
Nicolás Sánchez compte 80 sélections avec l'équipe d'Argentine, dont 73 en tant que titulaire, depuis son premier match disputé le 21 mai 2010 face à l'équipe d'Uruguay, inscrivant 748 points : 12 essais, 146 pénalités, 12 drops et 107 transformations.
Il participe à huit éditions du Rugby Championship, en 2012, 2013, 2014, 2015, 2016, 2017, 2018 et 2019, inscrivant 289 points, 58 pénalités, 42 transformations, en trente-six rencontres, dont trente-quatre titularisations.
Il participe à quatre éditions de la Coupe du monde : en 2011, il obtient une sélection, face à la Roumanie. En 2015, il dispute six matchs, contre la Nouvelle-Zélande, la Géorgie, les Tonga, l'Irlande, l'Australie et l'Afrique du Sud. En 2019, il dispute trois matchs, contre la France,  les Tonga et les États-Unis. En 2023, il entre comme remplaçant lors de trois des quatre matchs de poule.